# Eutiquiano (cônsul em 398)

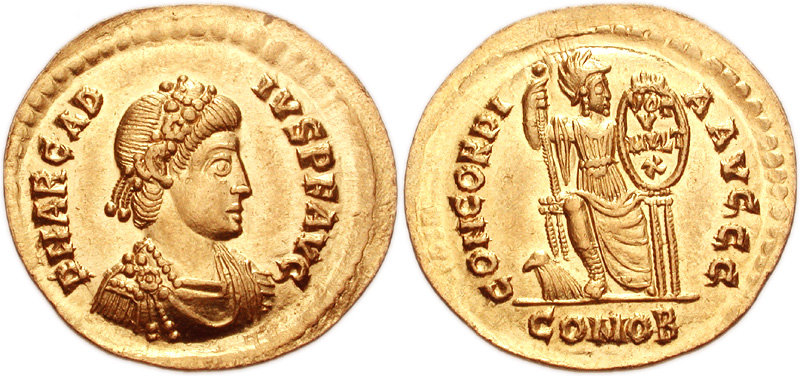
Soldo de Arcádio r.

Flávio Eutiquiano (em latim: Flavius Eutychianus; fl. 388 — 405) foi um oficial do Império Bizantino que esteve ativo durante o reinado dos imperadores Teodósio I (r. 378–395) e Arcádio (r. 395–408). Filho do cônsul Touro, foi irmão do oficial Aureliano. Descrito pelas fontes como selvagem e indisciplinado, foi alegoricamente citado na obra de Sinésio como o personagem "Tifão", o líder do partido pró-gótico da De Providentia. Um convertido ao arianismo, foi casado e sua de nome desconhecido também foi citada na obra de Sinésio.
Em 388, quando recebeu uma carta do reitor Libânio a respeito duma delegação antioquiana, provavelmente mantinha a posição de conde das sagradas liberalidades. Segundo Libânio, Eutiquiano era influente na corte imperial em 390. Eutiquiano foi prefeito pretoriano entre 396-397, provavelmente da prefeitura da Ilíria, como atestado por algumas leis do Código de Teodósio e aludido por Sinésio.
Tornou-se prefeito pretoriano do Oriente entre 4 de setembro de 397 - 25 de julho de 399 e ocupou o consulado em 398, sob jurisdição de Eutrópio. Por ocasião da queda de Eutrópio, Eutiquiano foi deposto e substituído por Aureliano em 400, porém foi restaurado por Gainas. Logo após a partida de Gainas de Constantinopla em 12 de julho de 400, Eutiquiano foi novamente demitido. Sua administração foi avaliada como áspera e severa. Entre 3 de fevereiro de 404 - 11 de junho de 405 foi prefeito pretoriano do Oriente pela segunda vez. Durante seu novo mandato, testemunhou a rendição dos valores da Grande Igreja pelo clero de João Crisóstomo.